# Super Circuit
Super Circuit ist eine Tischtennis-Turnierserie für Herren, die in Japan durchgeführt wird. Hohe Preisgelder bieten für die weltbesten Spieler einen Anreiz zur Teilnahme.
Die Turnierserie wurde von dem japanischen Unternehmer Atsunao Yukawa Ende der 1990er Jahre initiiert. Er lädt die Spieler ein und stellt die Preisgelder zur Verfügung.
Pro Saison werden 20 Turniere – ausschließlich Einzelwettbewerbe – in mindestens 11 japanischen Städten veranstaltet. In jedem Turnier starten 32 Spieler im K.-o.-System, die ersten 10 Plätze werden ausgespielt. Für die Platzierten gibt es Punkte (Platz 1 = 70 Punkte, die folgenden Plätze 50, 35, 25, 20, 17, 16, 15 …). Für jeden Teilnehmer werden die Punkte aus allen 20 Turnieren addiert. Daraus ergibt sich am Ende der Serie ein Gesamtsieger.
Das Preisgeld setzt sich zusammen aus den erzielten Punkten und der Endplatzierung. Für jeden Punkt erhält der Aktive etwa 90 Euro (10.000 Yen). Für Platz 1 in der Gesamtwertung gibt es ein Preisgeld von etwa 900.000 Euro (100 Millionen Yen), Platz 2 ist mit 70 Millionen Yen und Platz 3 mit 50 Millionen Yen dotiert. Auch die folgenden Plätze erhalten einen Zuschlag.
Am Super Circuit nahmen auch deutsche Spieler teil, etwa Steffen Fetzner, Jörg Roßkopf, Peter Franz und Timo Boll. Da die Preisgelder eine höhere Verdienstmöglichkeit boten als die Vereine der Bundesliga strebten die Spieler Verträge an, die einen reduzierten Einsatz in den Vereinen vorsahen und damit die Teilnahme am Super Circuit ermöglichten.

## Besonderheiten
2003 wurde die Endrunde wegen der Krankheit SARS abgesagt. Zum Sieger wurde der bis dahin führende Kim Taek-soo. Von den 33 Teilnehmern kam Peter Franz auf Platz 9, Steffen Fetzner auf Platz 20 und Jörg Roßkopf, der mehrere Monate lang verletzt war, auf Platz 31.

## Einige Sieger
- 2003: Kim Taek-soo (Korea)
  - Peter Franz wird Neunter
- 2004: Oh Sang-eun (Korea)
  - Peter Franz wird Neunter